# Eberhard Radisch
Eberhard Radisch (* 1928; † 21. Januar 2004 in München) war ein deutscher Konzertagent und Unternehmer.

## Leben
Radisch entstammt einer Dresdener Unternehmerfamilie. Sein Großvater leitete bis 1945 die ehemals zum Königlich-sächsischen Hoflieferanten erhobene Senffabrik Max Friedrich Senf. Nach der Enteignung der Firma bei Gründung der DDR kehrte Radisch Dresden den Rücken und übersiedelte nach München. Dort baute er sich eine erfolgreiche Karriere als Künstler- und Konzertagent auf. 1969 gründete er zusammen mit dem Schauspieler Peter Berling den Musikverlag Acquis.
Nach der Wende erhielten er und seine Schwester Gisela Ney das Familienunternehmen zurück und brachten den Senf unter dem Namen Friedrichs Dresdner Tafelsenf wieder auf den Markt.
Radisch war seit 1998 mit der Schauspielerin Elisabeth Volkmann verheiratet, mit der er seit Mitte der 1970er Jahre zusammenlebte. Am 21. Januar 2004 erlag er im Alter von 75 Jahren einem Lungenkrebsleiden.